# 法塔赫联盟
法塔赫联盟（阿拉伯语：‎，羅馬化：iʾtilāf al-fatḥ )，有时也被翻译为征服联盟，是伊拉克各政黨为参加2018年伊拉克議會選舉而成立的政治联盟。其主要成員大多來自於人民動員以及伊拉克什叶派穆斯林。 